# La Colle-Saint-Michel
La Colle-Saint-Michel est une localité de Thorame-Haute et une ancienne commune française, située dans le département des Alpes-de-Haute-Provence en région Provence-Alpes-Côte d'Azur.
La localité se trouve entre les vallées du Verdon et de la Vaïre. C'est un petit village d'altitude où l'on trouve notamment un centre de ski nordique (ski de fond). Ses habitants sont appelés les Collincs.

## Géographie

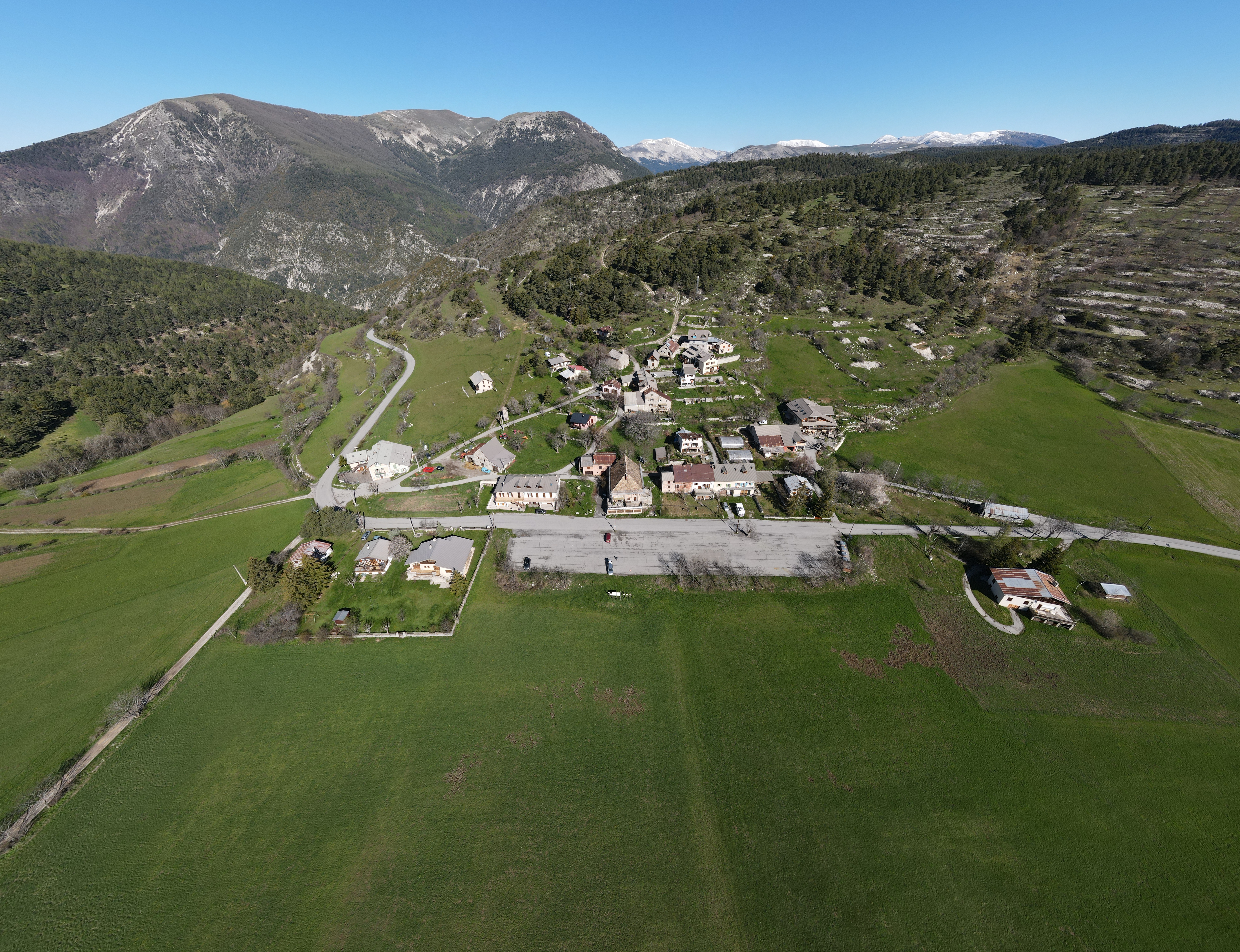
La Colle-Saint-Michel.

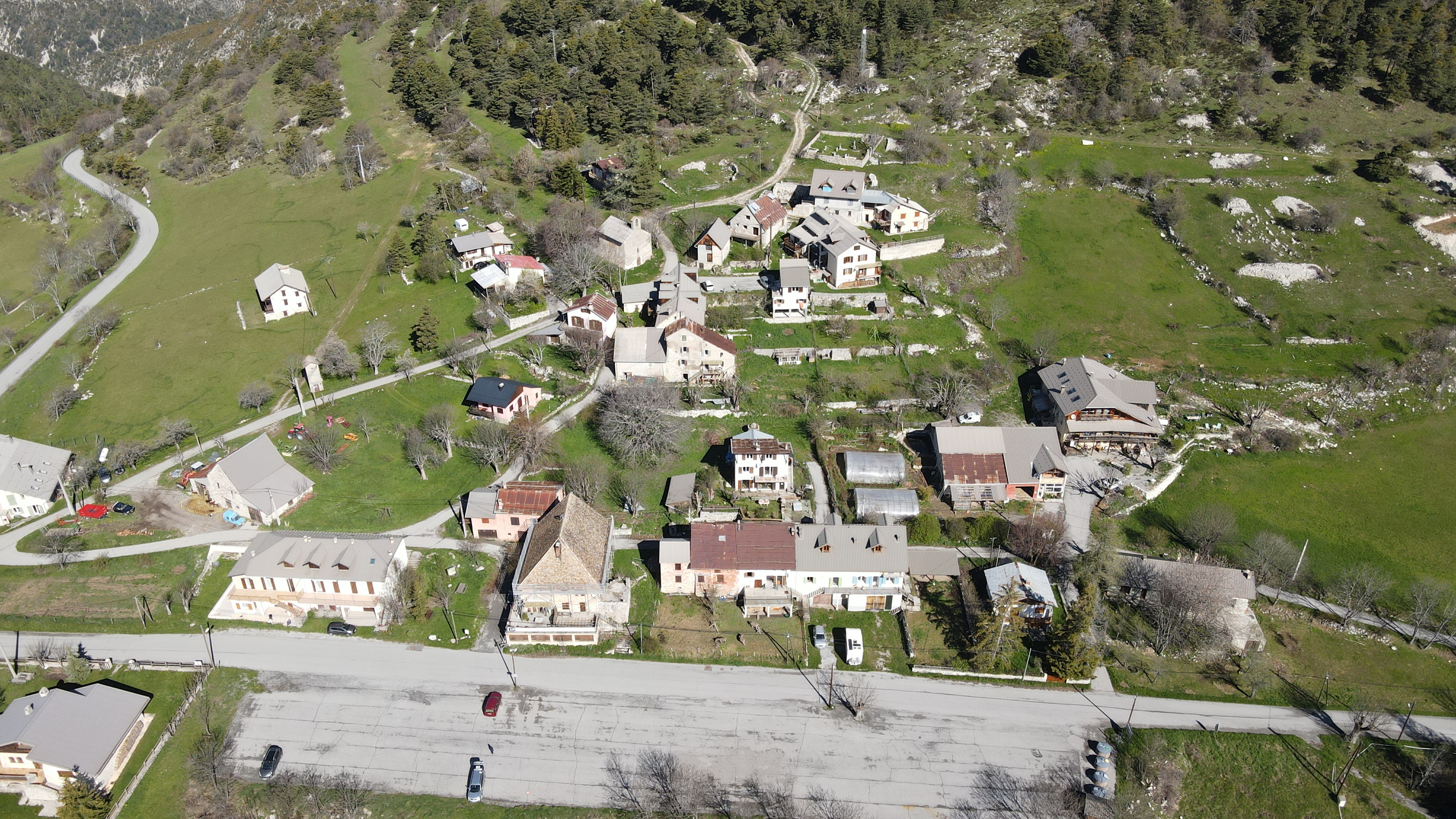
La Colle-Saint-Michel.

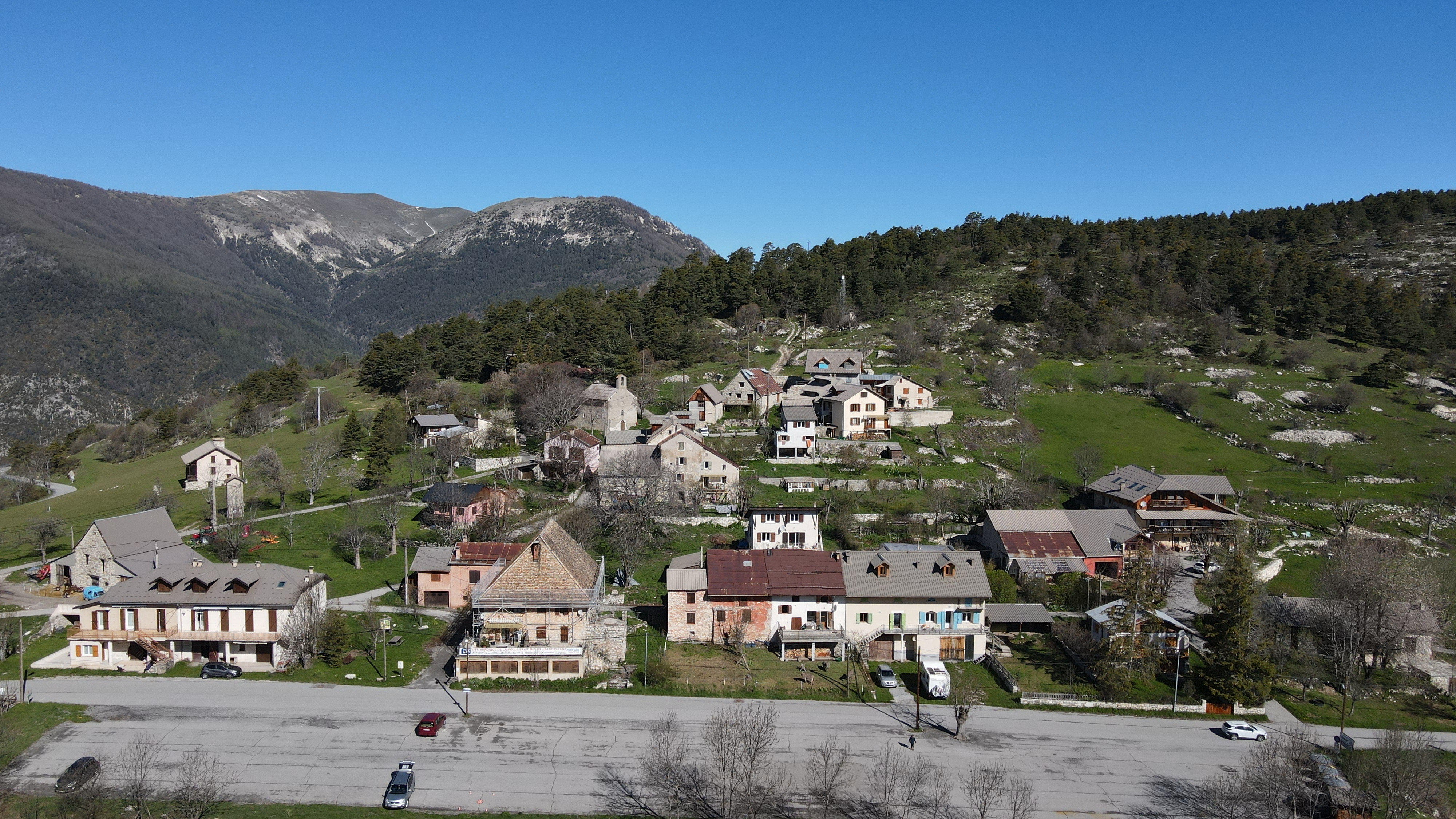
La Colle-Saint-Michel.

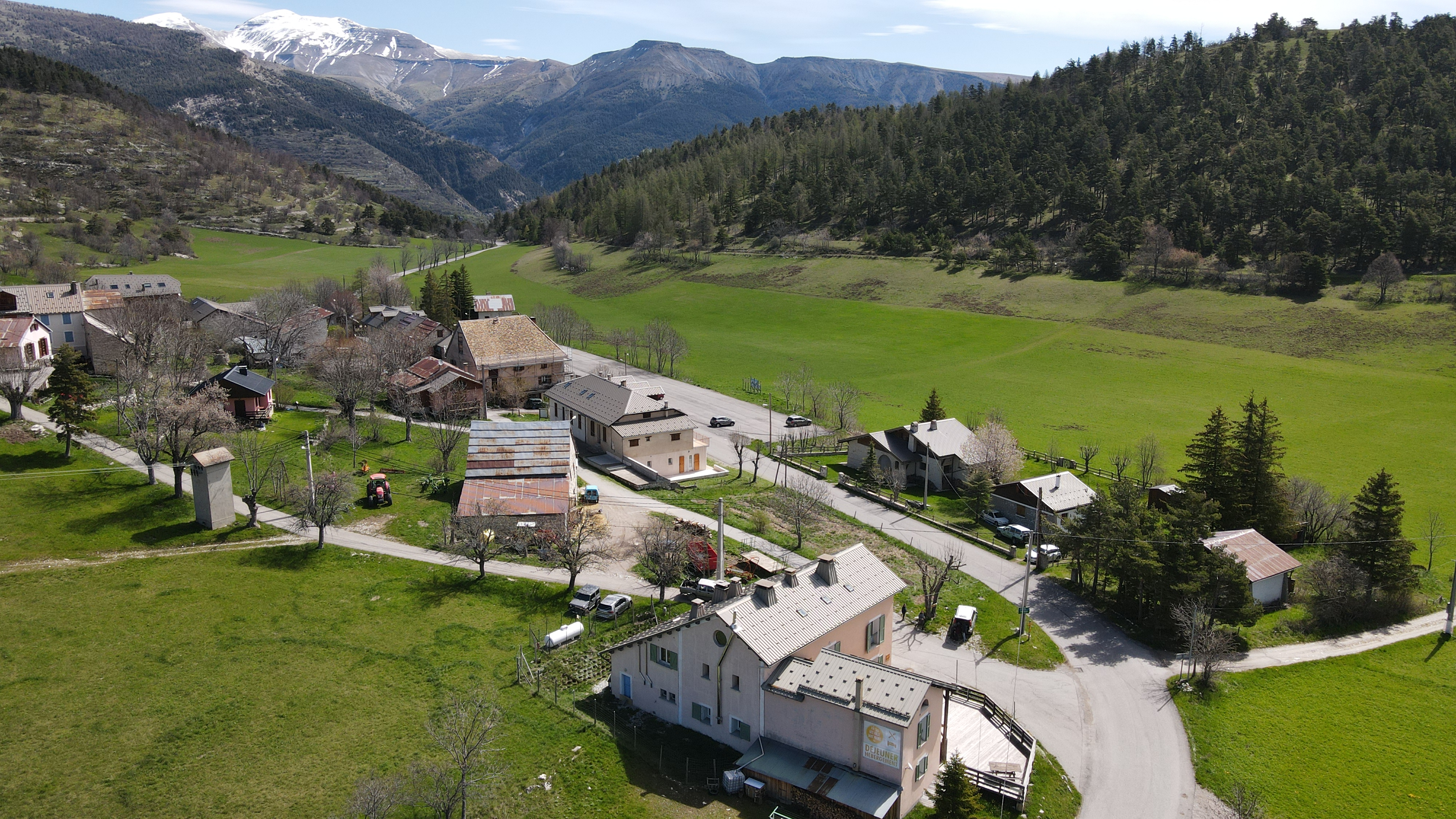
La Colle-Saint-Michel.

La commune avait une superficie de 5,88 km2.

## Histoire
À l'origine, le territoire de la commune de ne formait qu'un avec celui du village voisin de Peyresq (ou Peiresc selon l'ancienne orthographe). On trouve ainsi entre 1232 et 1244 Sancti Michaelis de Peireco dans la liste des pouillés des provinces d'Aix, Arles et Embrun. La séparation a lieu entre 1244 et 1251. Les deux communautés dépendent du même chef-lieu de viguerie, à Puget-Théniers. Elles conservent des liens, par exemple pour le règlement de certaines redevances. Le comte de Provence possédait des droits de cavalcade (aide militaire) et d’albergue (hébergement des militaires en déplacement). La plupart des communautés paysannes de Provence comme le comte avaient préféré les convertir en versement numéraire au XIIIe siècle. Dans la viguerie de Puget, seules les communautés de Peyresq et la Colle fournissaient encore un service armé pour la cavalcade (en commun, elles fournissaient 5 sergents d’armes). L’alberguement était payé par abonnement (une somme fixe annuelle).
Cependant leur sort évolue différemment : La Colle est un fief directement tenu par le comte. La Colle-Saint-Michel était exemptée du paiement du fouage, autre impôt prélevé en proportion du nombre de feux de chaque communauté.
Sous l’Ancien Régime, les Glandevès sont coseigneurs au XIVe siècle, les Villeneuve au siècle suivant, puis les Lenfant aux XVIIe et XVIIIe siècles, La Colle est rattachée à la viguerie d’Annot à sa création.
Pour suivre le décret de la Convention (An II), la commune de La Colle-Saint-Michel change de nom pour La Collefroide.

### Époque contemporaine
La Révolution et l’Empire apportent nombre d’améliorations, dont une imposition foncière égale pour tous, et proportionnelle à la valeur des biens de chacun. Afin de la mettre en place sur des bases précises, la levée d’un cadastre est décidée. La loi de finances du 15 septembre 1807 précise ses modalités, mais sa réalisation est longue à mettre en œuvre, les fonctionnaires du cadastre traitant les communes par groupes géographiques successifs. Ce n’est qu’en 1838 que le cadastre dit napoléonien de La Colle-Saint-Michel est achevé.
À la même époque, la municipalité s’occupe de restaurer le presbytère afin de l’utiliser comme école, mairie et à nouveau presbytère mais à de gros problèmes pour financer les travaux : outre l’instauration d’un droit de dépaissance sur les terres communales, l’augmentation du droit de semence sur les terres communales, les quatre contributions directes sont affectées à ces travaux. Une souscription rapporte 1600 francs. Mais la commune dut demander une subvention à l’État pour couvrir les frais.
L’école, qui comptait 16 élèves en 1910, n’en a plus que deux en 1928 : l’administration prend la décision de la fermer. Elle rouvre en 1934 pour deux élèves (neuf en 1944).
L’école est définitivement fermée en 1953. La mairie se sert du local et du logement de l’instituteur pour héberger des bûcherons, puis des touristes. Il est définitivement transformé en gîte en 1971.
Par arrêté préfectoral du 9 octobre 1964, la commune fusionne, le 1er novembre 1964 avec celle de Peyresq sous le nom de Saint-Michel-Peyresq. Cette nouvelle commune est finalement rattachée à Thorame-Haute le 1er mars 1974.
Le chef-lieu est formé de seulement quelques maisons groupées. Le territoire de la commune était très réduit et s'étendait seulement sur le vers la montagne de Serpeigier au Nord et celle du Rent au Sud.
Avant la création de la station de ski de fond, l'agriculture était la seule ressource du village. Aujourd'hui, on trouve plusieurs commerces de restauration et d'hôtellerie mais le site est resté préservé avec peu de nouvelles constructions.

## Administration
| Période  | Période | Identité         | Étiquette | Qualité |
| -------- | ------- | ---------------- | --------- | ------- |
| mai 1945 |         | Fernand Chaillan |           |         |
|          |         | Augusta Balp     |           |         |

## Démographie
L’histoire démographique de La Colle-Saint-Michel est marquée par une période d’« étale » où la population reste relativement stable à un niveau élevé. Cette période dure de 1821 à 1856. L’exode rural provoque ensuite un mouvement de recul démographique rapide et de longue durée. Dès 1891, la commune a définitivement perdu plus de la moitié de sa population par rapport au maximum historique de 1846. Le mouvement de baisse s’est poursuivi jusque dans les années 1960, poussant d'abord au regroupement Peyresq, le 1er novembre 1964, puis le rattachement de Saint-Michel-Peyresq à Thorame-Haute.
| 1471   | 1765 | 1793 | 1800 | 1806 | 1821 | 1831 | 1836 | 1841 |
| ------ | ---- | ---- | ---- | ---- | ---- | ---- | ---- | ---- |
| 9 feux | 101  | 101  | 75   | 76   | 88   | 80   | 85   | 83   |

| 1846 | 1851 | 1856 | 1861 | 1866 | 1872 | 1876 | 1881 | 1886 |
| ---- | ---- | ---- | ---- | ---- | ---- | ---- | ---- | ---- |
| 104  | 91   | 98   | 60   | 58   | 70   | 65   | 61   | 46   |

| 1891 | 1896 | 1901 | 1906 | 1911 | 1921 | 1926 | 1931 | 1936 |
| ---- | ---- | ---- | ---- | ---- | ---- | ---- | ---- | ---- |
| 51   | 46   | 72   | 51   | 51   | 30   | 31   | 28   | 24   |

| 1946 | 1954 | 1962 | - | - | - | - | - | - |
| ---- | ---- | ---- | - | - | - | - | - | - |
| 38   | 11   | 14   | - | - | - | - | - | - |

Histogramme

(élaboration graphique par Wikipédia)

## Vie locale et sports d'hiver
Aujourd'hui, La Colle compte encore quelques habitants à l'année et un exploitant agricole. Il s’y trouve aussi une station de ski de fond et deux commerces de restauration. Les Amis de la Colle est l'association des Collincs, elle s'occupe entre autres de sauvegarder le patrimoine historique (église, lavoirs…)

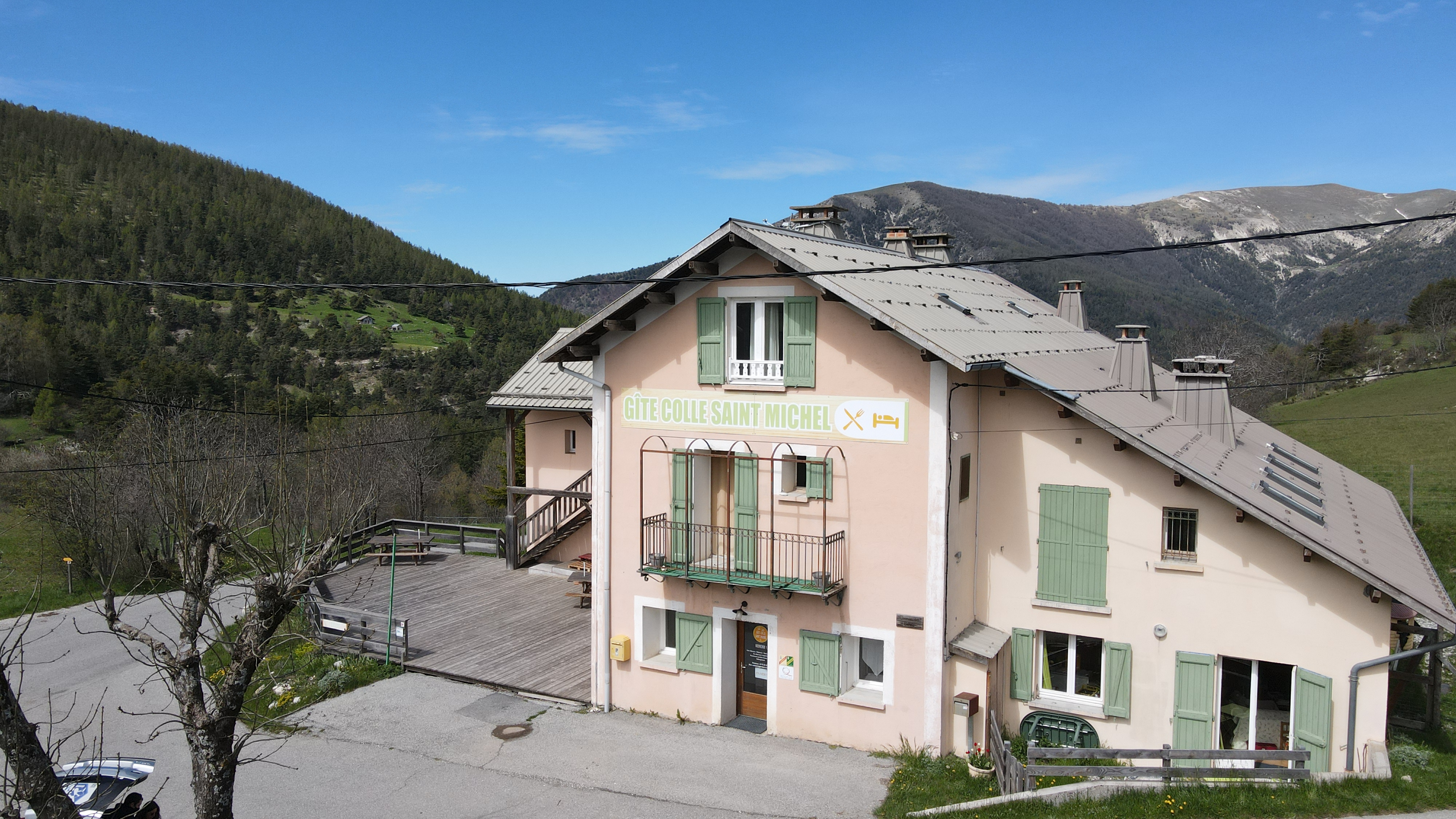
le gite de la Colle Saint Michel

La commune accueillera dans un gîte un rassemblement de motards venu de toute la France le weekend de l'Ascension 2012. 

### Station de ski de fond
La station de ski de fond baptisée Centre de ski nordique compte six pistes, la plus longue mesure 23 km. Le domaine s'étend entre 1 430 et 1 800 mètres d’altitude.
Descriptif, :
La station dispose de 35 km de pistes balisées sur plusieurs parcours, dont 7 pistes de ski de fond dont :
- Le centre de ski de fondpiste verte : 1 km
- piste bleue : 14 km
- piste rouge : 21 km
- piste noire : 23 km

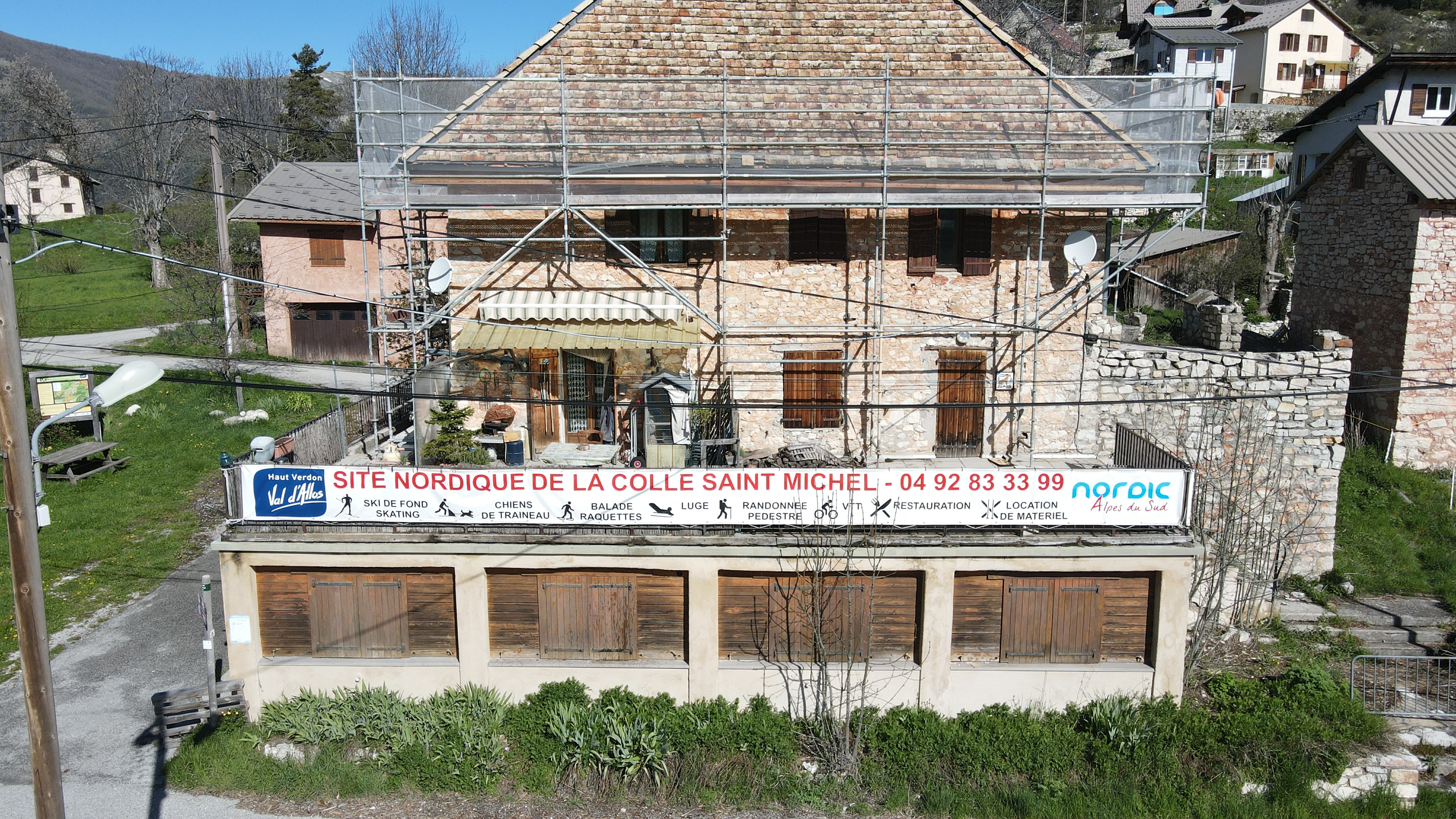
Le centre de ski de fond

- 1 jardin des neiges pour les enfants.
- 2 parcours piétons/raquettes
- 2 parcours raquettes
- espace luge

## Héraldique
| Blason de La Colle-Saint-Michel | Blason  | D'azur à une montagne à deux monticules ou à deux mamelons d'or. |
| Blason de La Colle-Saint-Michel | Détails | Le statut officiel du blason reste à déterminer.                 |